# Alopecosa hingganica
Alopecosa hingganica is een spinnensoort in de taxonomische indeling van de wolfspinnen (Lycosidae).
Het dier behoort tot het geslacht Alopecosa. De wetenschappelijke naam van de soort werd voor het eerst geldig gepubliceerd in 1993 door Guo Tang, Urita & Da-xiang Song.